# Sweden Hockey Games 1993
Die Sweden Hockey Games 1993 (auch Globen-Cup 1993) waren die dritte Ausgabe des gleichnamigen Eishockeyturniers und wurden vom 11. bis 14. Februar im Globen in Stockholm ausgetragen. Zum ersten Mal seit Gründung des Wettbewerbs konnte der Gastgeber, die schwedische Eishockeynationalmannschaft, das Turnier gewinnen.

## Spiele
| 11. Februar 1993 | Tschechien Kamil Kašťák (19:14) Kamil Kašťák (34:01) Petr Hrbek (39:16) Luboš Rob (49:07) Petr Kořínek (49:29) Roman Ryšánek (55:59) | 6:1 (1:0, 2:0, 3:1) | Russland Andrei Nikolischin (54:06) | Globen, Stockholm Zuschauer: 2.123 |

| 11. Februar 1993 | Schweden Peter Popovic (8:10) Mikael Renberg (11:48) Stefan Nilsson (14:11) Håkan Åhlund (22:51) Stefan Nilsson (24:18) Markus Näslund (29:01) Thomas Rundqvist (36:51) Stefan Nilsson (46:36) Tomas Jonsson (57:22) | 9:2 (3:1, 4:0, 2:1) | Kanada Derek Laxdal (8:34) Todd Hlushko (56:46) | Globen, Stockholm Zuschauer: 13.850 |

| 12. Februar 1993 | Tschechien David Bruk (42:47) Martin Hosták (43:25) | 2:3 (0:2, 0:0, 2:1) | Schweden Jonas Bergqvist (4:47) Jonas Bergqvist (11:49) Jonas Bergqvist (56:18) | Globen, Stockholm Zuschauer: 10.531 |

| 12. Februar 1993 | Russland Sergei Solotow (1:52) Sergei Solotow (6:02) Jan Kaminski (24:49) Denis Zygurow (47:40) | 4:4 (2:1, 1:2, 1:1) | Kanada Domenic Amodeo (15:57) Jackson Penney (26:30) Mark Astley (27:32) Tony Crisp (45:50) | Globen, Stockholm Zuschauer: 3.729 |

| 14. Februar 1993 | Tschechien David Výborný (1:20) Petr Kořínek (22:44) Martin Hosták (33:47) Antonín Stavjaňa (36:18) Martin Hosták (40:39) David Bruk (42.10) Roman Horák (48:04) Roman Horák (52:53) | 8:7 (1:1, 3:4, 4:2) | Kanada Serge Boisvert (17:15) Serge Boisvert (20:30) Garth Premak (31:31) Eric Bellerose (32:52) Derek Laxdal (38:20) Mike Brewer (42:01) Jackson Penney (46.56) | Globen, Stockholm Zuschauer: 3.171 |

| 14. Februar 1993 | Schweden Kenneth Kennholt (53:03) Stefan Nilsson (55:15) | 2:4 (0:1, 0:0, 2:3) | Russland Alexei Jaschin (3:30) Denis Zygurow (40:39) Alexei Kudaschow (51:12) Alexander Seliwanow (59:41) | Globen, Stockholm Zuschauer: 13.850 |

## Abschlusstabelle
| Pl. |            | Sp | S | U | N | Tore  | Punkte |
| 1.  | Schweden   | 3  | 2 | 0 | 1 | 14:08 | 4      |
| 2.  | Tschechien | 3  | 2 | 0 | 1 | 16:11 | 4      |
| 3.  | Russland   | 3  | 1 | 1 | 1 | 09:12 | 3      |
| 4.  | Kanada     | 3  | 0 | 1 | 2 | 13:21 | 1      |

## Auszeichnungen
Spielertrophäen
- Bester Torhüter: Michael Sundlöv
- Bester Verteidiger: Antonín Stavjana
- Bester Stürmer: Peter Forsberg